# Wetonkulon
Wetonkulon is een bestuurslaag in het regentschap Kebumen van de provincie Midden-Java, Indonesië. Wetonkulon telt 1426 inwoners (volkstelling 2010).